# 罗曼·马耶
罗曼·马耶（法語：Romain Mahieu，1995年2月17日—），法国男子自行车运动员，2023年世界小轮车竞速锦标赛男子精英组金牌得主、2024年夏季奥林匹克运动会男子小轮车竞速铜牌得主。